# Infurcitinea lakoniae
Infurcitinea lakoniae is een vlinder uit de familie echte motten (Tineidae). De wetenschappelijke naam is voor het eerst geldig gepubliceerd in 1983 door Gaedike.
De soort komt voor in Europa.